# Noord Nederlandsche P&I Club
NNPC Marine Insurance, een afkorting van Noord Nederlandsche P&I Club, is een onderlinge scheepsaansprakelijkheidsverzekeraar en de enige Nederlandse P&I-club.. De focus van NNPC ligt op de Benelux en Duitsland.

## Geschiedenis

### Oprichting
NNPC werd op 18 januari 1937 opgericht, toen nog onder de naam ‘Noord Nederlandsche Protectieclub’, met als doel Nederlandse reders en schippers te verzekeren voor aansprakelijkheidsrisico’s. Tot die tijd kon men enkel terecht bij Engelse P&I-clubs. De initiatiefnemers Willem Schuitema, Jacob Kunst en Ebbe Hijlkema wilden daar een Nederlands alternatief tegenover stellen. Zij waren daarover al in het najaar van 1936 besprekingen begonnen. Aanvankelijk richtten zij zich op kustvaarders uit hun eigen Groningse omgeving die bij Engelse P&I-clubs verzekerd waren.

### Tweede Wereldoorlog (1940-1945)
Het uitbreken van de Tweede Wereldoorlog had voor NNPC grote gevolgen. Aanvankelijk door de oorlogshandelingen in het Oostzeegebied, wat voor veel leden een belangrijke bestemming was en leidde tot het annuleren van charters. Tijdens de bezetting van Nederland werd een deel van de kustvaartvloot in beslag genomen door de Duitsers en wist een deel naar Engeland te vluchten. Ongeveer veertig coasters uit deze laatste groep nam gedurende de oorlog deel aan diverse geallieerde operaties, waaronder de reddingsoperatie in Duinkerke en de landing in Normandië. NNPC behandelde in de eerste jaren van de bezetting nog zaken over geconfisqueerde schepen, maar naarmate de oorlog voortduurde, viel de activiteit nagenoeg stil.

### Wederopbouw (1945-1960)
Na de oorlogsjaren herstelde het ledental. Uit het jaarverslag van 1946 blijkt dat de vereniging aan het eind van dat jaar meer dan 120 leden telde, meer dan voor de bezetting. Tegen 1958 was het aantal leden uitgegroeid tot 500 en het aantal schadeclaims voor dat jaar tot 573.

### Neergaande lijn en modernisering (1960-2000)
De zestiger jaren waren een keerpunt voor de kust- en kleine handelsvaart, met name vanwege de internationale trend van schaalvergroting en specialisatie. In 1960 telde de Nederlandse coastervloot 930 schepen, waarvan er ongeveer 500 in de provincie Groningen waren geregistreerd, terwijl deze aantallen in 1970 waren geslonken tot respectievelijk 685 en 336. Deze neergaande lijn zou ruim twintig jaar voortduren, tot nieuwe regelgeving vanuit de overheid de voorwaarden schiep voor investering en modernisering.

### Groei en samenwerkingen [2000-heden]
In 2007 bracht NNPC zijn verzekeringsvoorwaarden geheel in overeenstemming met de International Group Agreement (IGA), een van de pijlers van de IG. De voornaamste verandering die werd doorgevoerd was dat het systeem van een A- en een B-klasse werd vervangen door de IGA klasse I voor alle P&I-zaken en klasse II voor de defence-zaken (rechtsbijstand).
Sinds 2008 heeft NNPC bij diverse partijen herverzekeringen afgesloten (onder andere bij Steamship Mutual, Skuld, North of England, Britannia en Standard). Vanaf februari 2024 zijn alle herverzekeringen ondergebracht bij de Britse P&I-club NorthStandard.
Sinds 2013 verzekert NNPC, in samenwerking met onderlinge scheepsverzekeraar EOC, ook de P&I voor de Nederlandse binnenvaart. Dit gaat om ongeveer 3.500 beroepsvaartschepen (telling in 2024).
In 2016 creëerde NNPC een verzekeringsoptie met een vaste P&I-premie voor losse klanten in plaats van leden.
Op 20 februari 2021 lanceerde NNPC een dochteronderneming, NNPC Correspondents BV. Deze is gevestigd in Rotterdam en biedt P&I-diensten aan de internationale scheepvaart.
Op 1 juli 2025 bracht NNPC de werkzaamheden onder in een nieuwe managementstructuur en hernoemde zich tot NNPC Marine Insurance.

## Resultaten
- Bruto inkomsten uit premies in 2023: 17,1 miljoen euro (bron: NNPC jaarverslag 2023)
- NNPC beschikt over een eigen vermogen van 12,2 miljoen euro (bron: NNPC jaarverslag 2023)
- De solvabiliteitsratio bedraagt eind 2023: 242%[17]

Bij de NNPC zijn ongeveer 350 kustvaartschepen en 3.500 binnenvaartschepen verzekerd.

## Partners en netwerk
NNPC maakt gebruik van een wereldwijd netwerk van correspondenten, advocaten en schade-experts om leden te assisteren. Daarnaast werkt de club samen met partners zoals EOC, NorthStandard en Insure Marine Underwriting (IMU).

## Trivia
- NNPC is hoofdsponsor van het jaarlijkse Maritime Awards Gala, waar onderscheidingen worden gegeven aan innovatieve ondernemingen in de scheepvaart.[20]
- In 2019 sponsorde NNPC de International Maritime Law Arbitration Moot, gehouden door de Erasmus Universiteit Rotterdam. Hierin namen rechtenstudenten deel aan een fictief maritiem tribunaal.[21]